# 퀴즈쇼 곱하기 9
《퀴즈쇼 곱하기 9》는 2011년 12월 1일부터 2012년 5월 10일까지 방송되었던 퀴즈 프로그램이다.

## 퀴즈 형식
- 한 주당 9명의 사람들이 팀을 이루어서 퀴즈에 도전하는 형식이다.
- 상금은 100원부터 시작해서 단계당 최대 곱하기 9까지 적립할 수 있으며, 한 사람도 성공하지 못해 곱하기 0이 되면 도전이 종료된다. 또한 중간에 최대 상금인 5000만원에 도달하면 남은 단계에 관계없이 도전이 종료되고, 5000만원을 획득할 수 있다.

### 1-2단계: 텔레파시 퀴즈
- 9명의 도전자들은 다답형 문제에서 9개의 다른 답을 적어낸다.
- 단, 중간에 중복되는 답이 나오면 그 답은 하나로 처리된다.
- 답이 나온 개수만큼 곱하기가 부여된다.

(옛날에는 두 단계 모두 다르게 적어 내는 형식이었다가, 최근 2단계는 똑같이 쓰는 형식으로 바뀌었다.)

### 3단계:만장일치 퀴즈
- 9명의 사람들이 모두 정답을 맞히면 바로 다음 단계로 진출하며, 한 명이라도 맞히지 못하면 다음 문제로 넘어가며 곱하기 수는 하나씩 줄어들게 된다.(단, 곱하기 수가 줄어들수록 문제 난이도가 쉬워진다.)

### 4-5단계:고백(go back)퀴즈
- 어느 한 주제와 관련된 20문제를 첫 번째사람부터 푼다.
- 문제를 맞히면 다음 사람이 문제를 풀며, 맞히지 못하면 그 뒤의 사람에서부터 다시 문제를 푼다.(옛날에는 맞히지 못하면 다시 첫 사람부터 문제를 풀었다.)
- 마지막 사람까지 모두 맞히면 남은 문제와 관계없이 곱하기 9로 통과하며, 만약 마지막 문제를 첫 번째 사람이 맞히지 못하면 바로 탈락하게 된다.(4단계는 첫 번째 사람, 5단계는 아홉 번째 사람부터)

### 6단계:난이도 퀴즈
- 상,중,하로 3문제 씩 이루어진 9문제를 한 사람 씩 돌아가며 맞히는 형식이다.

### 7단계:연상퀴즈
- 제시어를 듣고 안다 싶으면 팻말을 들고 답을 써낸다.
- 이 때 팻말을 올리면 내리거나 수정이 불가능하다.
- 단계별로 제시어가 늘어날수록 곱하기 수가 줄어든다.
- 모두 다 팻말을 든 시점에서 모두 정답을 맞히면 통과하며, 한 명이라도 오답을 쓰면 바로 탈락하게 된다.

### 8-9단계:결정적 퀴즈
- 주관식 문제로 진행된다.
- 정답자 수대로 곱하기가 되며, 9단계를 모두 통과하면 적립된 상금을 모두 가져갈 수 있다.

### 역대 최고/최저 상금
- 역대 최저 기록:2012년 4월 26일(연예기자 팀:3만 6천원)
- 역대 최고 기록:2012년 2월 9일(숭실고 동문팀:4480만원)

## 역대 출연팀
1회- S그룹 한우리 합창단 팀
2회- 성형외과 의사 팀
3회- 쿨가이 팀, 풍산초등학교 교사 팀
4회- 풍산초등학교 교사 팀 2탄
5회- 호텔리어 팀
6회- 예비엄마 팀
7회- 변호사 팀
8회- 딸 부잣집 팀
9회- 채소 가게 총각팀
10회- H 기업 글로벌 영업 팀
11회- 숭실고 동문 팀
12회- SBS 예비 아나운서 팀
13회- 쇼호스트 팀
14회- 트로트 가수 팀
15회- 스튜어디스 팀
16회- 척추병원 의사 팀
17회- 소방공무원 팀
18회- 성우 팀
19회- 민사고 동문 팀
20회- 5급 공무원 팀
21회- 연예 기자 팀
22회 -대학 교수 팀
23회(마지막 회)- 서울 지하철 팀